# Glenvil
Glenvil est un village du comté de Clay, dans l'État du Nebraska, aux États-Unis. En 2020, il comptait une population de 267 habitants.